# Estadio José Rico Pérez
Estadio José Rico Pérez er et stadion beliggende i den spanske by Alicante. Stadionet blev bygget i 1974 og har blandt andet været vært for kampe ved VM i fodbold. Nu til dags bliver det 30.000-tilskuere store stadion benyttet af fodboldklubberne Alicante CF og Hércules CF.
| Idrætsanlæg | Spire Denne artikel om et idrætsanlæg er en spire som bør udbygges. Du er velkommen til at hjælpe Wikipedia ved at udvide den. |

38°21′26″N 0°29′33″V / 38.3572°N 0.4925°V